# Dolores (Colorado)
Dolores is een plaats (town) in de Amerikaanse staat Colorado, en valt bestuurlijk gezien onder Montezuma County. Het stadje ligt op de linkeroever van de Dolores, waarnaar het stadje werd vernoemd.

## Demografie
Bij de volkstelling in 2000 werd het aantal inwoners vastgesteld op 857.
In 2006 is het aantal inwoners door het United States Census Bureau geschat op 899, een stijging van 42 (4,9%).

## Geografie
Volgens het United States Census Bureau beslaat de plaats een oppervlakte van
1,8 km², geheel bestaande uit land.

## Plaatsen in de nabije omgeving
De onderstaande figuur toont nabijgelegen plaatsen in een straal van 48 km rond Dolores.